# Яценко, Пётр Григорьевич
Пётр Григо́рьевич Яце́нко (14 августа 1925 — 30 июля 1993) — участник Великой Отечественной войны, стрелок 6-й роты 2-го стрелкового батальона 212-го гвардейского стрелкового полка 75-й гвардейской стрелковой дивизии 30-го стрелкового корпуса 60-й армии Центрального фронта, гвардии красноармеец, Герой Советского Союза (1943), позднее — гвардии младший лейтенант.

## Биография
Родился 14 августа 1925 года в селе Таган (ныне Чановского района Новосибирской области) в семье крестьянина. Русский. Окончил 9 классов, работал в колхозе.
В Красную Армию призван в феврале 1943 года, учился в Кемеровском военном пехотном училище. В августе 1943 года курсантов без присвоения звания направили в действующую армию. 4 сентября 1943 года красноармеец Яценко стал стрелком 6-й стрелковой роты 212-го гвардейского стрелкового полка 75-й гвардейской стрелковой дивизии.
Гвардии красноармеец Яценко П. Г. особо отличился при форсировании реки Днепр севернее Киева, в боях при захвате и удержании плацдарма в районе сёл Глебовка и Ясногородка (Вышгородский район Киевской области) на правом берегу Днепра осенью 1943 года. В представлении к награждению командир 212-го гвардейского стрелкового полка гвардии полковник Борисов М. С. написал:

Гвардии рядовой Яценко 23 сентября 1943 года в составе взвода гвардии младшего лейтенанта Яржина первый форсировал реку Днепр и первый ворвался на пароход «Николаев», где взводом взяли в плен пароход «Николаев», баржу с военно-инженерным имуществом, станковый пулемёт, и двух человек из команды парохода.

Участвуя в боях за деревню Ясногородка, гвардии рядовой Яценко действовал мужественно и храбро, истребил до 24 немецких солдат и офицеров.
В бою за расширение плацдарма Яценко был ранен (в наградном листе указано «Убит 25.9.1943 года»). Шестая рота, в которой воевал на Днепре красноармеец П. Г. Яценко, после этой битвы получила неофициальное звание «Рота Героев»: из её состава 15 бойцов стали Героями Советского Союза.

Указом Президиума Верховного Совета СССР от 17 октября 1943 года «за успешное форсировании реки Днепр севернее Киева, прочное закрепление плацдарма на западном берегу реки Днепр и проявленные при этом отвагу и геройство» гвардии красноармейцу Яценко Петру Григорьевичу присвоено звание Героя Советского Союза с вручением ордена Ленина и медали «Золотая Звезда». 

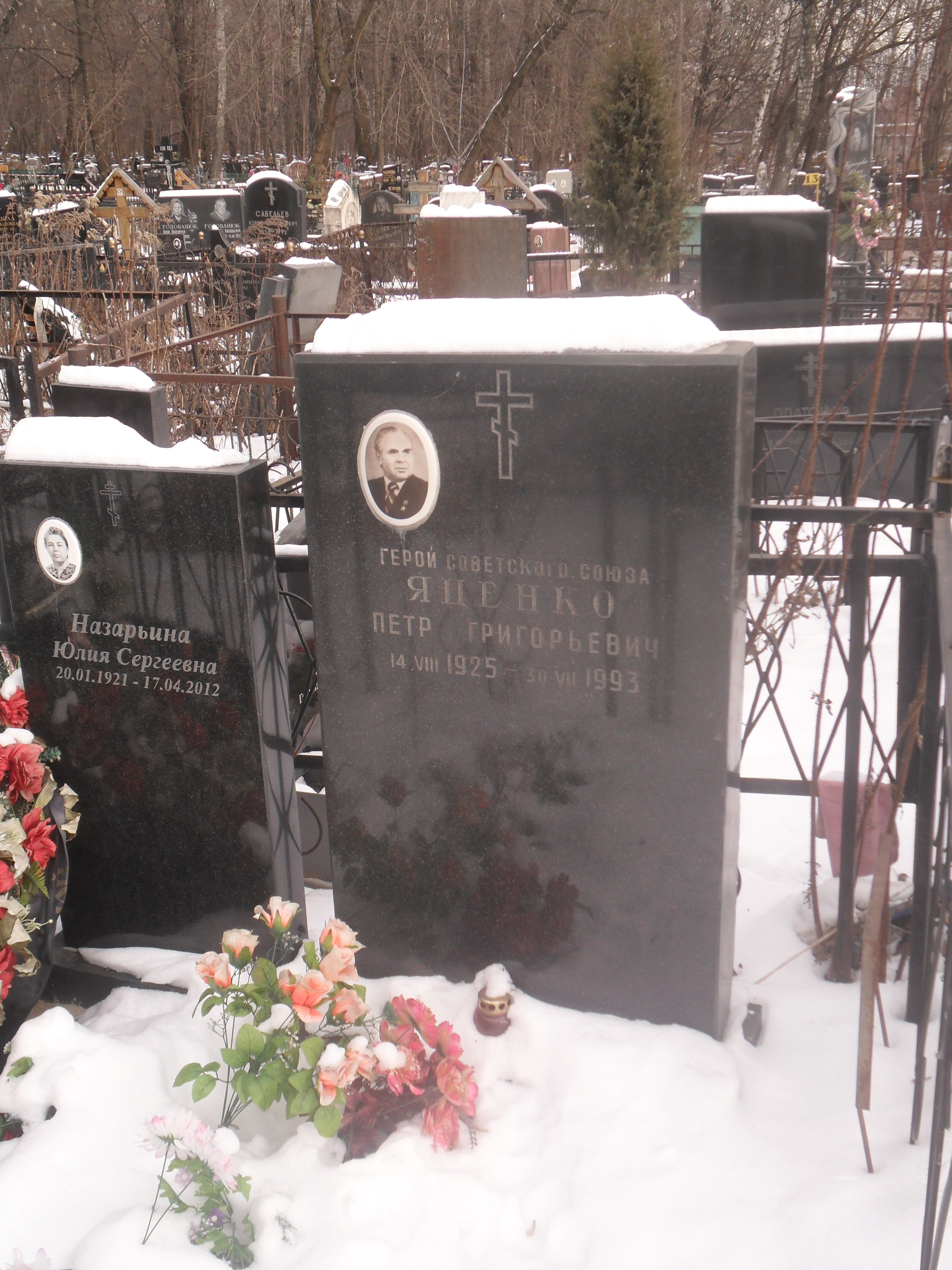
Могила П. Г. Яценко на Преображенском кладбище Москвы

Принимал участие в Бобруйской операции советских войск, в освобождении Варшавы и в боях за взятие Берлина. В 1945 году окончил курсы младших лейтенантов. С сентября 1946 года младший лейтенант П. Г.Яценко — в запасе.
Член КПСС с 1952 года.
С 1947 года жил в Москве. В 1957 году окончил Московский нефтяной техникум. Работал в научно-производственном объединении «Нефтехимавтоматика», заместителем начальника конструкторского бюро Министерства нефтеперерабатывающей промышленности. За разработку приборов и внедрение их на предприятиях отрасли награждён тремя медалями ВДНХ.
Умер в Москве 30 июля 1993 года. Похоронен на Преображенском кладбище.

## Награды
- Медаль «Золотая Звезда» № 5695 Героя Советского Союза (17.10.1943);
- орден Ленина (17.10.1943);
- орден Отечественной войны I степени (11.03.1985);
- ряд медалей СССР.

## Память
- Имя Героя увековечено на пилоне памятника участникам Великой Отечественной войны в рабочем посёлке Чаны (Чановский район Новосибирской области).
- В Чановском краеведческом музее оформлен стенд, посвящённый Герою Советского Союза П. Г. Яценко.
- В Новосибирске его имя увековечено на Аллее Героев у Монумента Славы.
- В селе Таган Чановского района Новосибирской области его имя носит средняя школа.